# Kenyapithecus kizili
 Kenyapithecus kizili  ist eine ausgestorbene Art der Primaten aus der Gattung Kenyapithecus, die während des mittleren Miozäns in der Türkei vorkam. Im Bereich der Fundstelle Paşalar im westlichen Anatolien entdeckte, zumeist einzeln aufgefundene fossile Zähne, die Kenyapithecus kizili im Jahr 2008 zugeschrieben wurden, stammen aus einer Erdschicht, deren Alter in die Zeit vor rund 15 Millionen Jahren datiert wurde. Zuvor war bereits 1993 anhand von aufgefundenen Schneidezähnen die Vermutung geäußert worden, dass etwa zehn Prozent der Funde von Primaten aus der Fossilien führenden Erdschicht zu einer bis dahin noch nicht identifizierten Art gehören könnten.

## Namensgebung
Kenyapithecus ist ein Neologismus. Die Bezeichnung der Gattung ist abgeleitet vom Fundort der ersten Exemplare der Gattung in Kenia (engl.: Kenya) sowie vom griechischen Wort πίθηκος (altgriechisch ausgesprochen píthēkos: „Affe“). Das Epitheton kizili bedeutet auf Türkisch „rot“ und verweist auf den „Roten Berg“ (Kizil Tepe), der die in den späten 1960er-Jahren bei Straßenbauarbeiten entdeckte Ausgrabungsstätte Paşalar überragt. Kenyapithecus kizili bedeutet somit sinngemäß „Kenia-Affe vom roten Berg“.

## Erstbeschreibung
Als Holotypus von Kenyapithecus kizili wurde in der Erstbeschreibung ein linkes Oberkiefer-Fragment mit zwei erhaltenen Zähnen – einem 3. Prämolar und einem 2. Molar – ausgewiesen, das an der Universität Ankara unter der Sammlungsnummer L1620 verwahrt wird. Ergänzend wurde auf mehr als 70 weitere, einzeln aufgefundene Zähne verwiesen, insbesondere auf ausgewählte Schneidezähne, Eckzähne und Prämolaren. Der neuen Art zugeordnet wurden in der Erstbeschreibung auch einige Fossilien, die andere Autoren zuvor als Sivapithecus darwini bezeichnet hatten; abgegrenzt wurde Kenyapithecus kizili insbesondere gegen die Gattung Griphopithecus und vor allem zur „in nahezu allen Merkmalen“ sehr ähnlichen Art Kenyapithecus wickeri.

## Belege
1. 1 2   Jay Kelley, Peter Andrews, Berna Alpagut: A new hominoid species from the middle Miocene site of Paşalar, Turkey. In: Journal of Human Evolution. Band 54, Nr. 4, 2008, S. 455–479, doi:10.1016/j.jhevol.2007.08.007.
2. ↑   L. B. Martin, P. Andrews: Species recognition in middle Miocene hominoids. In: W. H. Kimbel, L. H. Martin (Hrsg.): Species, species concepts, and primate evolution. Plenum Press, New York 1993, S. 393–427.